# Tony Leung Chiu-wai
Tony Leung Chiu-wai (egyszerűsített kínai: 梁朝伟, hagyományos kínai: 梁朝偉) (Hongkong, 1962. június 27.) hongkongi filmszínész és a Television Broadcasts Limited (TVB) televíziós színésze. Számos díjat elnyert színészi alakításaival. Színésztársával Tony Leung Ka-fai-jal való névhasonlóságuk miatt Chiu-Wai beceneve „Little Tony”, Ka-fai pedig „Big Tony”, mely elnevezések a két színész testalkatából erednek.

## Korai évek
Leung Hongkongban született, szülei Taishanból származnak (Guangdong, Kína). Gyermekként életét szülei vitái töltötték meg az anyagi helyzetük miatt. A csintalan kisfiú személyisége nagyot változott, amikor szerencsejáték-függő apja a fiú nyolcéves korában elhagyta a családot. Tartózkodó, csöndes gyermekké vált. Állítása szerint gyermekkori élményei meghatározták színészi karrierjét, segítették abban, hogy nyíltan kifejezze érzéseit.
"Nem tudod, mi történt, egy nap egyszer csak az apukád eltűnik. És attól a naptól kezdve igyekeztem nem beszélni senkivel. Féltem beszélgetni az osztálytársaimmal, féltem, hogy ha valaki mond valamit a családomról, nem fogom tudni, mit tegyek. Ezért zárkózottá váltam. Ezért szeretem a színészetet, mert kifejezhetem az érzéseimet úgy, ahogy hosszú ideig nem tudtam."
"Csöndes ember vagyok. És amikor a tévéhez kerültem, minden kijött; sírtam, és nem szégyelltem. A közönség azt hiszi, a karakter érzései ezek, de valójában az enyémek, melyek egyszerre előtörnek."
Leung édesanyja keményen dolgozott, hogy fia magániskolába járhasson, de még ezzel együtt is Leungnak 15 évesen ott kellett hagynia az iskolát anyagi nehézségeik miatt. Kamaszként rendesen viselkedett és közeli kapcsolatban maradt édesanyjával. A Hős című film DVD-jén azt állítja, számára édesanyja jelenti a „hős” definícióját, amiért egyedül felnevelt két gyereket.

## Televíziós karrier
Tanulmányainak megszakítása után Leung több különböző munkát elvállalt. Először nagybátyja boltjában volt kifutófiú, majd egy hongkongi bevásárlóközpont ügynöke. Találkozott a színész és komikus Stephen Chow-val, akinek szerepe volt abban, hogy Leung a színészetet választotta, majd később is jó barátok maradtak.
1982-ben elvégezte a TVB egyik tanfolyamát, majd kisfiús arca miatt a csatorna beválogatta a 430 Space Shuttle című gyermekműsorba. Leung élvezte a komikus szerepeket televíziós karrierje alatt, ezekről vált ismertté. Az 1980-as években egyike lett a "TVB öt tigrisének" Andy Lau, Felix Wong, Michael Miu és Kent Tong mellett. Főszerepet kapott a sikeres Police Cadet  című 1984-es televíziós sorozatban Maggie Cheung mellett. Azután is több filmben dolgoztak együtt The Yang's Saga (1985), A Fei zheng chuan (Days of Being Wild) (1991), Dung che sai duk (Ashes of Time) (1994), Szerelemre hangolva (2000), Hős (2002) és a 2046 (2005).

## Filmes karrier

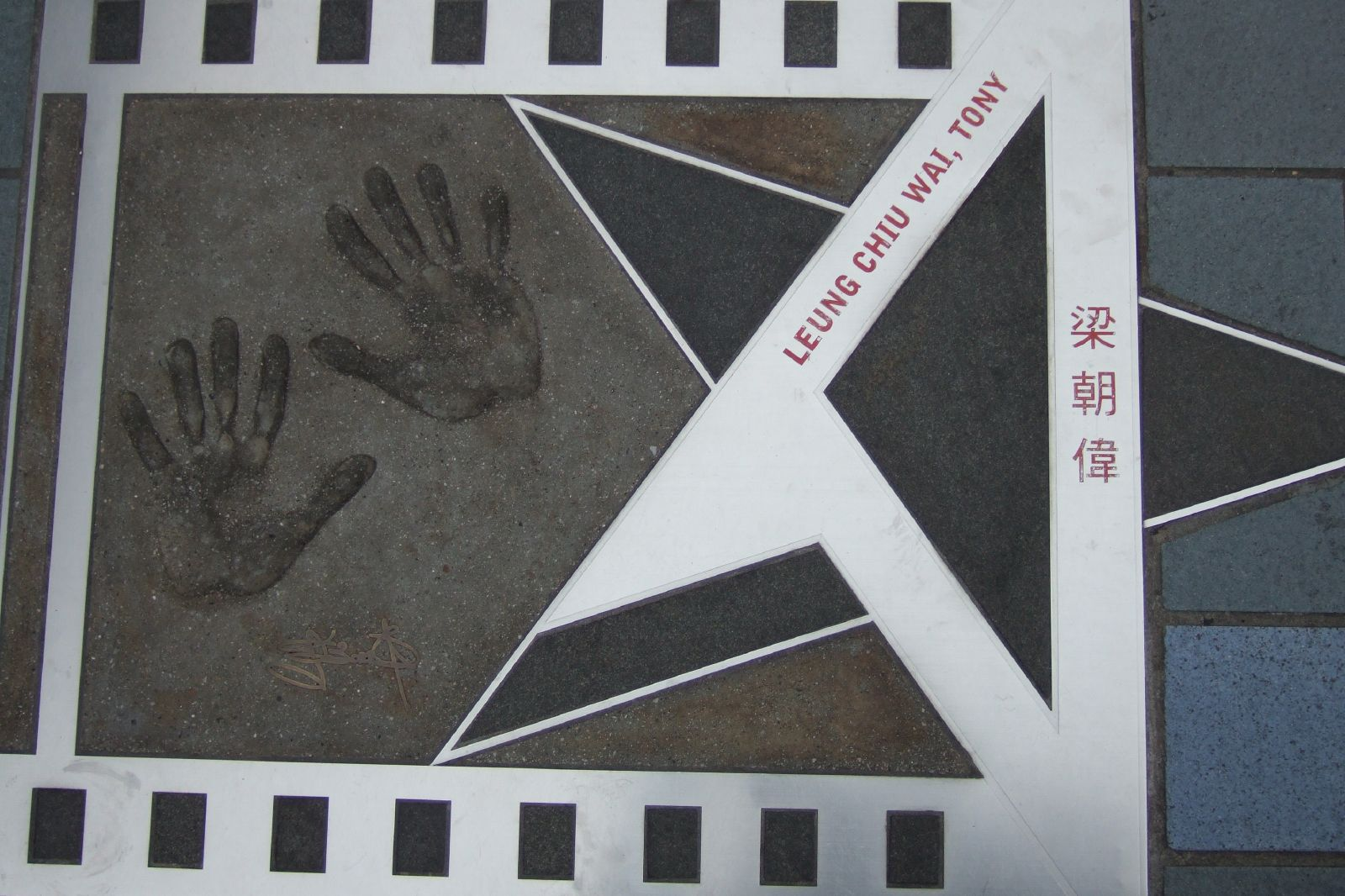
Tony Leung Chiu-Wai csillaga a hongkongi Csillagok sugárútján

Sokan vélik úgy, hogy Leung John Woo 1992-es Fegyverek istene című filmjében való szerepe hozta meg számára az áttörést, melyben Chow Yun-fattel játszottak főszerepet. Azonban a színész nemzetközi sikert Hou Hsiao-Hsien 1989-es Beiqing chengshi (A City of Sadness) című történelmi drámája hozta meg, mely elnyerte a Velencei Nemzetközi Filmfesztivál Arany Oroszlánját.
Leung gyakran dolgozott együtt a rendező Wong Kar-waijal, számos filmjében szerepelt. Legnevezetesebb szerepei ezek közül a magányos rendőr a Csungking expresszben (1994), egy Argentínában élő homoszexuális kínai az Édes2kettesben (1997) és egy házasságtörés áldozatát a Szerelemre hangolva (2000) című romantikus drámában. Az utóbbi alakításáért a 2000-es cannes-i filmfesztivál legjobb színésznek járó díját nyerte meg.
Sokak szerint generációjának legjobb színésze Hongkongban. Robert De Niro is munkájának csodálója, és a színészre úgy is hivatkoznak, mint Ázsia válasza Clark Gable-re.
Leung a színészi pálya mellett kantopop és mandopop énekesi karrierjét is építette, Andy Lauval együtt énekelte a Szigorúan piszkos ügyek című filmjének főcímdalát.
A színész folyékonyan beszél angolul és jártas történelmi témákban. Az 1990-es években néhányan azt jósolták, nehéz lesz betörnie Hollywoodba, mert büszkesége és jelleme miatt megalázó szerepeket nem hajlandó elvállalni. 2021-ig nem szerepelt amerikai filmekben, ám a Marvel Studios felkérése által eljátszhatta a képregényekben híres Tíz Gyűrű klán vezérét Mandarint/WenWu-t a Shang-Chi és a Tíz Gyűrű legendája című filmben. Az angol mellett beszéli a kantoni, a mandarin, a spanyol és egy kicsit a japán nyelvet is.
A Hős című film bemutatójakor néhány hongkongi politikus és kommentátor támadta a színészt, amiért azt nyilatkozta, hogy a Tienanmen téri vérengzés a stabilitás fenntartása érdekében szükséges volt. A politikai nyomásra és bojkottal való fenyegetésre Leung olyan nyilatkozatot tett, hogy csak félreértették a szavait, de nem kért helyreigazítást.

## Díjak, jelölések
- Asian Film Awards
  - 2008 Megnyerte Legjobb színész - Ellenséges vágyak
- 2000-es cannes-i filmfesztivál
  - 2000 Megnyerte Legjobb színész - Szerelemre hangolva[13]
- Golden Horse Awards
  - 2007 Megnyerte Legjobb színész - Ellenséges vágyak
  - 2003 Megnyerte Legjobb színész - Szigorúan piszkos ügyek
  - 2000 Jelölt Legjobb színész - Szerelemre hangolva
  - 1994 Megnyerte Legjobb színész - Csungking expressz
- Hong Kong Film Awards
  - 2009 Jelölt Legjobb színész - Vörös szikla
  - 2007 Jelölt Legjobb színész - Seung sing (Confession of Pain)
  - 2005 Megnyerte Legjobb színész - 2046
  - 2003 Megnyerte Legjobb színész - Szigorúan piszkos ügyek
  - 2001 Megnyerte Legjobb színész - Szerelemre hangolva
  - 1999 Jelölt Legjobb színész - Um fa (Longest Nite)
  - 1998 Megnyerte Legjobb színész - Édes2kettes
  - 1995 Megnyerte Legjobb színész - Csungking expressz
  - 1993 Jelölt Legjobb férfi mellékszereplő -  Fegyverek istene
  - 1990 Megnyerte Legjobb férfi mellékszereplő -  Sha shou hu die meng (My Heart Is That Eternal Rose)
  - 1988 Megnyerte Legjobb férfi mellékszereplő - Yan man ying hung (People's Hero)
  - 1987 Jelölt Legjobb színész - Dei ha ching (Love Unto Waste)
- Golden Bauhinia Awards
  - 2005 Megnyerte Legjobb színész - 2046
  - 2003 Megnyerte Legjobb színész - Szigorúan piszkos ügyek
  - 1998 Megnyerte Legjobb színész - Édes2kettes
- Hong Kong Film Critics Society Awards
  - 2005 Megnyerte Legjobb színész - 2046[16]

## Magánélet
Tony Leung Chiu-wai 1989 végéig randevúzott Carina Lau-val. A The Replica (1984) című film óta ismerte őt, mivel a lány jó barátja volt Margie Tsangnak, Leung korábbi barátnőjének. Számos filmben dolgoztak együtt: Replica (1984), Duke of Mount Deer (1984), Police Cadet (1984, 1985, 1988),  The Yangs' Saga (1985), Vadító szép napok (1991), He ain't heavy, he's my father (1993), Ashes of Time (1994), és 2046 (2005).
1990-ben a Vadító szép napok forgatása során Carinát több órára elrabolták. Wong Kar-wai állítása szerint: „Eredetileg tervek voltak Vadító szép napok 1-re és 2-re... De két dolog történt, az egyik, hogy a Vadító szép napok nem teljesített túl jól Hongkongban, így a producerek azt mondták, „nincs második rész”. A másik ok pedig Carina Lau elrablása volt.”
2008. július 21-én a pár Bhutánban házasodott össze. Az esküvő nagy felhajtást okozott Hongkongban, számos társaság költött több százezer dollárt, hogy hírekhez jusson az esküvői partiról. Maga az esküvő egy millió dollárba, Carina Lau gyémántgyűrűje pedig 250 000 dollárba került.
A Ming Pao Daily News szerint Faye Wong és férje, Li Yapeng elvitte őket Indiába 2007-ben, hogy meglátogassák Orgyen Trinli Dordzsét, a 17. karmapát. A karmapa volt az, aki kapcsolatukat átsegítette egy válság helyzeten, és ő javasolta a bhutáni esküvőt is.

## Diszkográfia
- Raining Night (1986)
- Who Wants (1988)
- Love Day by Day (1993)
- One Life One Heart (1994)
- Trapped by Love (1994)
- Day and Night (1994)
- Cannot Forget Collection (1995)
- The Past and the Future (1995)
- Too Affectionate (1995)
- Tony Leung Greatest Hits (2000)
- In the Mood for Love (2000)
- Wind Sand (2004)

## További információ
- Tony Leung Chiu-wai a PORT.hu-n (magyarul)
- Tony Leung Chiu-wai az Internetes Szinkronadatbázisban (magyarul)
- Tony Leung Chiu-wai az Internet Movie Database-ben (angolul)
- Tony Leung Chiu-wai a Rotten Tomatoeson (angolul)